# Philippe de Vaudreuil
Philippe de Rigaud markiz de Vaudreuil (ur. 1643 koło Castelnaudary, zm. 10 października 1725 w Québecu) – francuski żołnierz i administrator, gubernator generalny Nowej Francji.
De Rigaud wywodził się z drobnej francuskiej szlachty. Swoją karierę militarną rozpoczął jako muszkieter w 1659. Po wielu latach służby osiągnął rangę pułkownika. W 1687 wysłany został do Kanady jako dowódca floty. Pozostał tam zostając jednym z doradców militarnych Frontenaca. W 1689 obronił Montreal przed atakiem Irokezów. Wziął udział w wojnie z koloniami angielskimi. W 1698 zastąpił Callière na stanowisku burmistrza Montrealu, a w 1703, gubernatora generalnego. W czasie swego długiego urzędowania zasłynął jako dobry organizator. W kolonii rządził żelazną ręką, zaskarbiając sobie tak nienawiść jak i podziw Indian. Stać go było na humanitarne gesty, m.in. adoptował osieroconą w czasie wojny dziewczynkę indiańską Esther Wheelwright. Została ona później urszulanką w klasztorze w mieście Québec. Ufortyfikował Québec i Montreal. W 1711 odparł ataki floty admirała Walkera niszcząc jego flotę w bitwie pod Egg Island. Za czasów de Rigaud bujnie rozwijały się handel i rolnictwo. Dał on także podwaliny pod dalszy rozwój systemu szkolnego w kolonii, dzieląc ją na 82 parafie, przy których tworzono szkoły. Za jego czasów nastąpił pierwszy powszechny spis ludności (nieobejmujący Indian). Wykazał on populację kolonii jako 25 tysięcy mieszkańców w tym 7 tysięcy w Québecu i 3 tysiące w Montrealu.
W 1721 za wybitne zasługi dla kolonii został kawalerem Orderu św. Ludwika, najwyższego odznaczenia francuskiego.